# 1554 Југославија
1554 Југославија је име астероида којег је 6. септембра 1940. открио чувени српски астроном Милорад Б. Протић. Добио је име по Југославији.
1554 Југославија је астероид главног астероидног појаса са средњом удаљеношћу од Сунца која износи 2,620 астрономских јединица (АЈ).
Апсолутна магнитуда астероида је 11,9.